# Victor Wanyama
Victor Mugabe Wanyama (Nairobi, 25 de junho de 1991) é um futebolista queniano que atua como volante. Atualmente, joga pelo Dunfermline Athletic.

## Carreira
Começou sua carreira profissional no clube belga Beerschot em 2008 onde ficou até 2011 sendo contratado pelo clube escocês Celtic por 1,2 milhões de euros. Após dois anos no clube escocês e boas atuações foi contratado por 5,0 milhões de Euros pelo Southampton, junto a outras contratações de peso como Pablo Daniel Osvaldo e Dejan Lovren. Em junho de 2016 troca o Southampton pelo Tottenham por 15,0 Milhões de Euros.

## Vida pessoal
Wanyana tem uma família muito ligada ao futebol. Seus irmãos McDonald Mariga, Thomas Wanyama e Sylvester Wanyama também são jogadores profissionais de futebol. Seu pai, Noah Wanyama foi um futebolista nos anos 80.

## Seleção nacional
Wanyana fez sua estreia com 15 anos de idade, em maio de 2007 tendo participado de todas as partidas das eliminatórias para Copa do Mundo de 2010. Tornou-se capitão da equipe em 8 de junho de 2013.

## Títulos
- Scottish Premier League : 2011–12, 2012–13
- Copa da Escócia : 2012-13

### Prêmios individuais
- 81º melhor jogador do ano de 2012 (The Guardian)[2]